# Erythrus sternalis
Erythrus sternalis là một loài bọ cánh cứng trong họ Cerambycidae.